# 奎克 (內布拉斯加州)
奎克（英語：Quick）是位於美國內布拉斯加州弗蘭蒂爾縣的非建制地區。

## 歷史
奎克的郵局於1887年設立，其後於1945年停運。

## 地理
奎克所處的海拔為高於海平面863米（即2832英呎），而該地所採用的時區為UTC-6，即北美中部时区（CST）。同時該地設有夏令時間，為UTC-6調快一小時，即UTC-5（CDT）。